# Гонсевский, Винцент

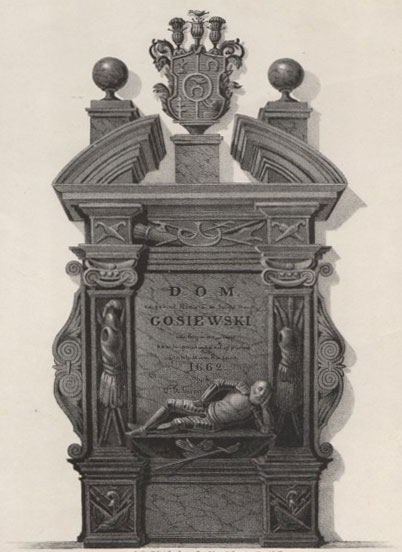
Эффигия Винцента Александра Корвина Гонсевского в Костёле Святого Казимира в Вильнюсе (рисунок XIX века)

Винце́нт Александр Ко́рвин Гонсе́вский или Госевский (пол. Wincenty Alexander Korwin Gosiewski; около 1620, Волчин — 29 ноября 1662, близ Острино) — военачальник и политический деятель Речи Посполитой из шляхетского рода Гонсевских (Госевских). Великий стольник литовский с 1646 года, генерал литовской артиллерии с 1651 года, подскарбий великий литовский и писарь великий литовский с 1652 года, гетман польный литовский с 1654 года. Староста марковский и пуньский с 1639 года, велижский и ошмянский с 1643 года, администратор олыцкой и могилёвской экономий.

## Биография
Винцент родился в семье видного военачальника и дипломата, воеводы смоленского Александра Гонсевского (Госевского) (около 1575—1639) и Евы Пац. От отца он унаследовал староства марковское и пуньское (1639 год), от бездетного старшего брата Криштофа — староства велижское и ошмянское, должности администратора Олыцкой и Могилёвской экономий (1643 год).
Гонсевский окончил Виленскую академию, после этого учился в Болонском университете, а также в Вене, Падуе и Риме. По возвращении на родину он был назначен благодаря поддержке канцлера, Альбрехта Станислава Радзивилла, стольником литовским (1646 год) и в этом качестве двумя годами позже подписал документ об избрании королём Яна Казимира.
Военную службу Гонсевский начал в 1648 году в качестве командира кавалерийского полка, сражаясь под началом гетмана польного литовского Януша Раздивилла против восставших казаков. В 1649 году он участвовал во взятии Пинска, осаде Бобруйска; в битве под Лоевом возглавил атаку гусаров на левое крыло противника. В 1651 году стал генералом артиллерии и командовал литовской армией в победном сражении с казачьими полковниками Антоновым и Адамовичем при Чернобыле. В качестве королевского комиссара участвовал в переговорах, закончившихся заключением Белоцерковского мира. В 1652 году Гонсевский стал подскарбием великим литовским, а в 1654 году получил булаву гетмана польного литовского. Назначая его на эту должность, король Ян Казимир хотел нейтрализовать опасное для него влияние Януша Радзивилла.
Когда в Великое княжество Литовское вторглись войска русского царя, Гонсевский сражался на этом театре боевых действий. В частности, под началом Януша Радзивилла он участвовал в боях за Могилёв в 1655 году. Литовские войска пытались овладеть этим городом, перешедшим на сторону русских, но были вынуждены отступить с большими потерями. Позже Гонсевский не смог удержать Вильно под натиском российской армии Якова Черкасского и казаков Ивана Золотаренко.
Вскоре войну Речи Посполитой объявила Швеция. Януш Радзивилл перешёл на сторону шведского короля Карла X Густава, и Гонсевский сначала поддержал его; он скрепил своей подписью Кейданскую унию Швеции и Литвы. Но уже скоро Гонсевский стал сторонником сохранения Речи Посполитой и союза с Россией против Карла Густава. По приказу Януша Радзивилла он был арестован и увезён в Кёнигсберг, а весной 1656 года смог сбежать, предварительно получив доказательства того, что шведский король готовит нападение на Москву. Эти документы Гонсевский передал царю Алексею Михайловичу.
Вернувшись в Литву, Гонсевский набрал несколько хоругвей, во главе которых сражался со шведами. Он принял участие в битве под Варшавой, позже вторгся в Пруссию во главе 8-10 тысячной кавалерийской армии. В битве при Простках 8 октября 1656 года Гонсевский разгромил шведов и бранденбуржцев и взял в плен Богуслава Радзивилла (брата Януша). После этого он опустошил весь юго-восток Пруссии, поскольку правитель герцогства отказался разорвать союз со Швецией. Но уже 22 октября при Филипуве Гонсевский потерпел поражение и был вынужден отступить в Литву.
В 1658 году Гонсевский воевал со шведами в Жмуди и Лифляндии. Он командовал в сражении с русскими под Верками в том же году, закончившемся полным поражением; сам польный гетман попал в плен, где провёл четыре года. Его содержали в хороших условиях, в том числе благодаря личной заботе царицы Марии Ильиничны. Свой досуг Гонсевский заполнял переводами с французского на польский; выполненный им перевод одного из трактатов Пьера де ла Серра был опубликован отдельной книгой в Торуни в 1695 году под названием «Zwierciadło nikomu nie pochlebiające». В 1662 году его выменяли на пятерых русских воевод. По освобождении Гонсевский получил вновь все занимаемые им посты, а также Кейданы во владение. Он стал одним из сторонников короля Яна Казимира в его противостоянии с бунтующей шляхтой и поддерживал идею сильной и централизованной королевской власти, ставшей известной под названием Vivente rege.
В том же 1662 году Гонсевский попытался усмирить мятеж литовского войска, связанный с невыплатой жалованья. Конфедераты во главе с Константином Котовским арестовали его и вскоре расстреляли. Впоследствии убийцы были приговорены к смертной казни и обезглавлены в январе 1665 года в Варшаве.

## Семья
Винцент Гонсевский был женат на Магдалене Конопацкой (умерла в 1694 году). В этом браке родились:
- Тереза Гонсевская (умерла в 1708 году); первый муж — гетман польный литовский Юзеф Богуслав Слушка(1652—1701), второй муж — воевода виленский и гетман великий литовский Казимир Ян Сапега (1637/1638-1720);
- Софья Гонсевская (умерла в 1688 году) — жена с 1677 года хорунжего калишского и великого подстолия коронного Александра Пржиемского (около 1650—1694)[1].

После гибели Гонсевского его вдова в 1668 году вторично вышла замуж за подкомория краковского князя Яна Кароля Чарторыйского (1626—1680), от брака с которым имела дочь и двух сыновей.
Указывается во многих исследованиях как его сын Богуслав Гонсевский (1660—1744), епископ-суффраган белорусский и епископ смоленский, согласно последним исследованиям  был сыном артиллерийского генерала Великого княжества Литовского Мацея (1624—1683) и Магдалены Шваб. .